# A Day at the Races (álbum)
A Day at the Races é o quinto álbum de estúdio da banda britânica de rock Queen, lançado em 10 de dezembro de 1976. Foi o primeiro álbum completamente autoproduzido e o primeiro a não contar com o produtor Roy Thomas Baker. Gravado nos estúdios ingleses Sarm East, The Manor e Wessex Studios, ele foi mixado por Mike Stone. O nome do álbum, assim como o de seu antecessor A Night at the Opera, foi baseado no nome de um filme dos Irmãos Marx.
O álbum liderou as paradas no Reino Unido, Japão e Países Baixos. Alcançou a quinta posição na Billboard 200 nos EUA e foi o quinto álbum do Queen a ser certificado com disco de ouro neste país, mais tarde alcançando platina.
A Day at the Races foi eleito o 67.° melhor álbum da história numa votação promovida na Inglaterra pela BBC.

## Informações das músicas

### "Tie Your Mother Down"
"Tie Your Mother Down" foi escrita em Tenerife, Espanha, enquanto Brian May estava trabalhando em seu PhD em Astronomia, durante o ano de 1968. Ele a compôs com um violão e pensou que fosse mudar seu título e o refrão, mas Mercury gostou da música como ela estava e eles a mantiveram assim.
A faixa se inicia, primeiramente, com vários canais de guitarras, reminiscentes de "White Man", e em seguida inicia-se uma introdução instrumental de um minuto, criada com a escala Shepard em um harmônio, que na verdade é uma reprise do encerramento de "Teo Torriatte", com o objetivo de fazer o álbum ser "circular". A escala ascendente foi criada ao tocar ao contrário a gravação de uma escala descendente também em um harmônio.
A música pode ser descrita como um heavy blues rock e contém vocais agressivos de Mercury e um solo de slide guitar de May, que foi quem gravou a maior parte dos backing vocals.
O videoclipe da música, dirigido por Bruce Gowers, foi gravado durante o show da tour desse álbum no Nassau Coliseum, em Long Island, Nova York, em 1977. Após seu lançamento, "Tie Your Mother Down" foi tocada em todas as tours do Queen.

### "You Take My Breath Away"
"You Take My Breath Away" foi escrita por Freddie Mercury e baseada na escala menor. Freddie canta todos os vocais e toca o piano, e a tocou sozinho no Hyde Park antes de gravá-la. Há um interlúdio vocal entre essa faixa e "Long Away", que começa com vocais ecoados repetindo "take my breath" (criados por multicanais). Eles evoluem gradativamente até completar o verso "you take my (breath away)" e se reintegram aos vocais da próxima faixa.

### "Long Away"
"Long Away" foi composta e é cantada por May. Ele utiliza uma guitarra Burns Double Six de 12 cordas em vez de sua Red Special. Seu desejo era utilizar uma Rickenbacker, a mesma que John Lennon usava, mas May não se deu bem com o braço fino da guitarra. Foi lançada como single nos Estados Unidos, no Canadá e na Nova Zelândia, mas não alcançou lugares altos nas paradas.

### "The Millionaire Waltz"
"The Millionaire Waltz" foi escrita por Mercury e John Reid (empresário do Queen e de Elton John na época). Ela segue a linha com multi-compassos de "Bohemian Rhapsody", com mudanças bruscas nos arranjos e um solo de guitarra em multicanais de May. É um bom exemplo do "baixo principal" de Deacon, que pode ser ouvido com destaque durante os dois primeiros minutos da música, quando há apenas o baixo e o piano de Mercury.
Após os dois primeiros minutos, a música deixa de ser uma valsa 3/4 e se torna um hard rock 4/4 por meio minuto, e volta de novo ao compasso 3/4 e há um solo de guitarra.

### "You and I"
"You and I" é a única contribuição de John Deacon para o álbum. A música tem o tom Ré maior e é basicamente levada no piano. Deacon toca o violão acústico nela. A faixa nunca foi tocada ao vivo. Foi utilizada como lado B de "Tie Your Mother Down"

### "Somebody to Love"
"Somebody to Love" é o maior hit do álbum. Escrita por Mercury, foi inspirada em músicas gospel, principalmente Aretha Franklin. Mercury, May e Taylor gravaram vários canais de suas vozes para criar um coro gospel de 100 vozes.
Assim como "Bohemian Rhapsody", a faixa possui complexas camadas de canais vocais, mas agora baseada num arranjo de coro gospel. A letra, especialmente combinada com a influência gospel, cria uma canção sobre fé, desespero e busca profunda. O vocalista se questiona tanto sobre a falta de experiências amorosas em sua vida quanto sobre a importância e existência de Deus.
Fiel ao estilo de guitarras do Queen, ela é composta de complexas harmonias e um solo de guitarra. Mercury gravou um grande alcanço de notas, indo de um G#2 (no último verso do coro) a um falsetto G#5 (no topo de seu melisma e nos "ooh" por cima do coro). A música chegou ao segundo lugar das paradas britânicas (atrás apenas de "Under the Moon of Love", gravada por Showaddywaddy) e ao 13.° lugar nas paradas estadunidenses.

### "White Man"
"White Man" foi escrita por May e fala do sofrimento dos ameríndios sob a mão dos colonizadores europeus, pelo ponto de vista dos nativos. Essa música era o ponto de um solo de vocais de Freddie durante a turnê do álbum. Ela também servia para introduzir um solo de guitarra de May durante a turnê de 1977-78 do álbum News of the World. Essa é uma das faixas mais pesadas do Queen, tanto pela temática quando pela sonoridade. Durante as turnês de 2005 e 2008 com Paul Rodgers, o riff de "White Man" era usado como introdução para "Fat Bottomed Girls", faixa do álbum Jazz.

### "Good Old-Fashioned Lover Boy"
"Good Old-Fashioned Lover Boy" foi escrita por Mercury. Ela começa com um piano e uma introdução vocal de Mercury, e continua, com a entrada do baixo e da bateria no refrão. A segunda estrofe é cantada e seguida por outro verso. Nessa hora, a bateria, o baixo e a guitarra somem, levando a uma ponte, que é cantada por Mercury e Mike Stone. Em seguida há o solo de guitarra de May, outro refrão e a música acaba.
Os vocais em multicanais realçam a música, assim como a guitarra de May. Essa canção foi tocada ao vivo uma vez no Top of the Pops em junho de 1977, com Roger Taylor cantando a parte de Mike Stone. Ela era parte importante das turnês do A Day at the Races e do News of the World

### "Drowse"
"Drowse" é a única faixa de Roger Taylor no álbum. Ela tem compasso 6/8, assim como "I'm in Love with My Car" (música do baterista para o álbum A Night at the Opera) e Taylor toca a guitarra rítmica e os tímpanos, além de ser o vocalista dela. É a única música além de "Tie Your Mother Down" a contar com o slide guitar de May.
Taylor canta oitavas no vocal principal durante os versos, exceto no terceiro verso e no final). O compasso dela é, na verdade, 12/8.

### "Teo Torriatte (Let Us Cling Together)"
"Teo Torriatte (Let Us Cling Together)" foi escrita por May em tributo aos fãs japoneses. Ela foi tocada ao vivo em Tóquio nas turnês do Jazz (1979), The Game (1981),  Hot Space (1982) e  The Works  (1984).
A parte mais notável da música são os dois refrões cantados em japonês. É uma das únicas três músicas do Queen (junto com "Las Palabras de Amor", do Hot Space, e "Mustapha", do Jazz) a ter uma estrofe ou refrão cantado em uma língua que não seja inglês. O instrumental possui um piano e um harmônio, tocados por May.
A melodia de encerramento da faixa é igual à melodia de abertura do álbum, e portanto ligada ao começo de "Tie Your Mother Down". May descreveu isso como uma "escadaria sem fim", ou, como conhecida musicalmente, uma escala Shepard.

## Recepção e legado
| Críticas profissionais        | Críticas profissionais |
| Avaliações da crítica         | Avaliações da crítica  |
| Fonte                         | Avaliação              |
| ----------------------------- | ---------------------- |
| AllMusic                      | [ 1 ]                  |
| Chicago Tribune               | [ 7 ]                  |
| Encyclopedia of Popular Music | 3 de 5 estrelas.       |
| Pitchfork Media               | 6.6/10                 |
| PopMatters                    | 7/10                   |
| Q                             | 3 de 5 estrelas.       |
| Rolling Stone                 | [ 10 ]                 |
| The Rolling Stone Album Guide | 2 de 5 estrelas.       |
| Uncut                         | [ 11 ]                 |

O jornal The Washington Post descreveu "A Day at the Races" como "uma mistura sagaz de músicos de heavy metal que foram influenciados classicamente, quase operísticos, com músicas sentimentais." O The Winnipeg Free Press também deu uma crítica boa, dizendo que "o álbum é a reconfirmação do Queen como a melhor banda da terceira onda do rock britânico." A revista Circus deu uma avaliação mista, dizendo que "com 'A Day at the Races', eles desertaram totalmente do art rock. Eles são tolos agora. E maravilhosamente desavergonhados." Dave Marsh, da Rolling Stone, foi mais crítico e descreveu Freddie Mercury como possuidor de apenas uma "voz passageira do pop". Ele disse que o Queen era a banda de rock menos experimental do rock contemporâneo e os acusou de ter "aspirações comerciais descaradas".
Numa revisão de retrospectiva, o editor do AllMusic Stephen Thomas Erlewine citou "Tie Your Mother Down" e "Somebody to Love", junto com a balada "You Take My Breath Away", como as melhores faixas do álbum, e que ele marcou um ponto em que a banda "entrou numa nova fase, onde eles se tornaram titãs conquistadores do mundo em vez de alguns derrotados tentando fazer dinheiro". A revista Q escreveu que "a largura das ambições permanece sempre impressionante, assim como 'Tie Your Mother Down' de May e os barrocos 'Somebody to Love' e 'Good Old-Fashioned Lover Boy' de Mercury". Ben Sisario, no The Rolling Stone Album Guide, de 2004, descreve o álbum como "um pouco muito previsível" e o chamou de "uma pequena continuação de [A Night at the] Opera". Similarmente, Aj Ramirez, escrevendo para a PopMatters, descreveu o álbum como "uma queda comparativa" e "um disco bom mas não estupendo", mesmo que reconhecendo que o Queen estava "finalmente no comando da mecânica de composição do pop", o que os deu mais singles do que o álbum anterior.
Em 2006, A Day at the Races ficou em 67.° lugar numa votação realizada na Inglaterra pela BBC para eleger os melhores álbuns da história. No mesmo ano, numa votação internacional realizada pela Guinness em parceria com a NME para eleger 'Os 100 melhores álbuns de todos os tempos', o álbum ficou em 87.° lugar. Na lista dos '200 Melhores Álbuns dos Anos 1970', criada pela Classic Rock em parceria com a Metal Hammer, Races foi citado entre os 20 melhores álbuns de 1976. A revista Out o colocou em N.° 20 numa lista de "mais de 100 atores, comediantes, músicos, escritores, críticos, artistas de performance, representantes de marcas e DJs, perguntando a eles quais os 10 álbuns que deixaram impressões permanentes em suas vidas". Na edição de 1987 do The World Critics List, Peter Powell, da BBC, considerou A Day at the Races como o sexto melhor álbum de todos os tempos, e Jim DeRogatis, do Chicago-Sun Times, incluiu o disco na sua lista dos "melhores álbuns", em 2006.

## Singles
No Reino Unido, a primeira faixa a ser lançada como single foi "Somebody to Love", em 12 de novembro de 1976, chegando ao segundo lugar. "Tie Your Mother Down" foi lançada em 4 de março de 1977, atingindo o 31.° lugar. "Good Old-Fashioned Lover Boy", lançada em 20 de maio de 1977, chegou ao 17.° lugar. Nos Estados Unidos, "Somebody to Love" foi lançada em 10 de dezembro de 1976 e chegou ao 13.° lugar. "Tie Your Mother Down" foi lançada em março de 1977 e chegou ao 49.° lugar. Ambas foram lançadas também no Japão, junto com "Teo Torriatte", que foi lançada exclusivamente nesse país.

## Relançamento de 2011
Em 8 de novembro de 2010, a gravadora Universal Music anunciou o relançamento de uma edição remasterizada e expandida do disco para maio de 2011, como parte de um novo acordo entre o Queen e a Universal Music, o que significou que a parceria do Queen com a EMI chegava ao fim após quase quatro décadas. Todos os álbuns do Queen foram remasterizados e relançados em 2011.

## Faixas
| Lado A |                           |                 |         |  |
| N.º    | Título                    | Compositor(es)  | Duração |  |
| 1.     | "Tie Your Mother Down"    | Brian May       | 4:48    |  |
| 2.     | "You Take My Breath Away" | Freddie Mercury | 5:09    |  |
| 3.     | "Long Away"               | May             | 3:34    |  |
| 4.     | "The Millionaire Waltz"   | Mercury         | 4:54    |  |
| 5.     | "You and I"               | John Deacon     | 3:25    |  |

| Lado B |                                         |                |         |  |
| N.º    | Título                                  | Compositor(es) | Duração |  |
| 1.     | "Somebody to Love"                      | Mercury        | 4:56    |  |
| 2.     | "White Man"                             | May            | 4:59    |  |
| 3.     | "Good Old-Fashioned Lover Boy"          | Mercury        | 2:54    |  |
| 4.     | "Drowse"                                | Roger Taylor   | 3:45    |  |
| 5.     | "Teo Torriatte (Let Us Cling Together)" | May            | 5:50    |  |

## Ficha técnica
Queen
- Freddie Mercury - vocais principais e backing vocals, piano
- Brian May - slide guitar, guitarra elétrica, violão acústico, backing vocals, vocais principais em "Long Away", harmônio em "Teo Torriatte (Let Us Cling Together)"
- Roger Taylor - bateria, percussão, backing vocals, tímpanos, vocais principais e guitarra rítmica em "Drowse", gongo em "Tie Your Mother Down"
- John Deacon - baixo, violão acústico em "You and I"

Músicos adicionais
- Mike Stone - vocais em "Good Old-Fashioned Lover Boy"

## Tour
Foi realizada entre 13 de janeiro de 1977 e 7 de junho de 1977, teve três partes e passou por nove países da Europa e da América do Norte. Nos shows nos Estados Unidos e Canadá, a abertura era feita pela banda de hard rock Thin Lizzy.

## Paradas

### Paradas semanais
| Paradas (1976-1977)                       | Posição |
| ----------------------------------------- | ------- |
| Australian Kent Music Report Albums Chart | 8       |
| Austrian Albums Charts                    | 8       |
| Canadian RPM Albums Chart                 | 4       |
| Dutch Mega Albums Chart                   | 1       |
| Japanese Oricon LP Chart                  | 1       |
| New Zealand Albums Chart                  | 11      |
| Norwegian VG-lista Albums Chart           | 3       |
| Swedish Albums Chart                      | 8       |
| UK Albums Chart                           | 1       |
| U.S. Billboard 200                        | 5       |
| West German Media Control Albums Chart    | 10      |

### Paradas de fim de ano
| Paradas (1977)          | Posição |
| ----------------------- | ------- |
| Australian Albums Chart | 45      |
| Canadian Albums Chart   | 38      |
| Japanese Albums Chart   | 24      |
| UK Albums Chart         | 45      |

## Certificações
| Região                | Certificação | Vendas    |
| --------------------- | ------------ | --------- |
| Canadá (Music Canada) | Platina      | 100.000   |
| Alemanha (BVMI)       | Ouro         | 250.000   |
| Japão (Oricon Charts) |              | 135.000   |
| Polônia (ZPAV)        | Platina      | 20.000    |
| Reino Unido (BPI)     | Ouro         | 100.000   |
| Estados Unidos (RIAA) | Platina      | 1.000.000 |